# Fernando Guimarães Kevanu
Fernando Guimarães Kevanu (ur. 14 sierpnia 1936 w Odime, zm. 18 maja 2022 w Ondjiva) – angolski duchowny rzymskokatolicki, w latach 1988-2011 biskup Ondjiva.